# Liste der Monuments historiques in Ville-Saint-Jacques
Die Liste der Monuments historiques in Ville-Saint-Jacques führt die Monuments historiques in der französischen Gemeinde Ville-Saint-Jacques auf.

## Liste der Bauwerke
| Bezeichnung       | Beschreibung | Standort | Kennzeichnung | Schutzstatus | Datum | Bild           |
| ----------------- | ------------ | -------- | ------------- | ------------ | ----- | -------------- |
| Kirche St-Jacques |              | (Lage)   | PA00087317    | Inscrit      | 1926  | weitere Bilder |

## Liste der Objekte
Zum Verständnis siehe: Kirchenausstattung
| Bezeichnung                                                 | Beschreibung                              | Standort                        | Kennzeichnung | Schutzstatus | Datum | Bild |
| ----------------------------------------------------------- | ----------------------------------------- | ------------------------------- | ------------- | ------------ | ----- | ---- |
| Skulptur Pietà                                              | Stein, polychrom gefasst, 17. Jahrhundert | in der Kirche St-Jacques (Lage) | PM77002367    | Inscrit      | 1977  |      |
| Grabplatte für die Frau von Georges de La Rochelle († 1443) | Marmor, 15. Jahrhundert                   | in der Kirche St-Jacques (Lage) | PM77001859    | Classé       | 1905  |      |
| Glocke                                                      | Bronze, gegossen im 17. Jahrhundert       | in der Kirche St-Jacques (Lage) | PM77001860    | Classé       | 1942  |      |
| Grabplatte für Jean Godard († 1. Januar 1556), Pfarrer      | Stein, 16. Jahrhundert                    | in der Kirche St-Jacques (Lage) | PM77001861    | Classé       | 1968  |      |